# Collinas
Collinas (Forru en sardo) es un municipio de Italia de 927 habitantes en la provincia de Cerdeña del Surprovincia de Cerdeña del Sur, región de Cerdeña.

## Lugares de interés
- Iglesia parroquial de San Michele Arcangelo.
- Iglesia de Santa Maria Angiargia.
- Necrópolis nurágica de "Sa Sedda 'e Candeba".

## Evolución demográfica
| Gráfica de evolución demográfica de Collinas entre 1861 y 2001 |
|                                                                |
| Fuente ISTAT - Elaboración gráfica de Wikipedia                |